# Henri Sorondo
Pour les articles homonymes, voir Sorondo.
Pas d'image ? Cliquez ici

a Compétitions nationales et continentales officielles uniquement.

b Matchs officiels uniquement.
Henri Sorondo, né le 25 février 1918 à Hendaye et mort le 21 mars 1998 à Bayonne, est un joueur de rugby à XV et de rugby à XIII international français, évoluant au poste de centre.
Il effectue une première partie de carrière en rugby à XV interrompue par la Seconde Guerre mondiale où il évolue sous le maillot de Biarritz avec lequel il remporte le Championnat de France 1939 avec Francis Daguerre et Henri Haget. Il franchit ensuite le rubicon pour jouer au rugby à XIII en sortie de guerre évoluant sous les couleurs de Marseille et Bordeaux, il y revêt également à une reprise le maillot de l'équipe de France.
Son petit frère, Michel Sorondo (1919-1976), est également joueur de rugby à XV international français.

## Palmarès

### Rugby à XV
- Collectif : 
  - Vainqueur du Championnat de France : 1939 (Biarritz).

### Rugby à XIII

#### Détails en sélection
| Matchs internationaux d'Henri Sorondo  | Matchs internationaux d'Henri Sorondo | Matchs internationaux d'Henri Sorondo | Matchs internationaux d'Henri Sorondo | Matchs internationaux d'Henri Sorondo | Matchs internationaux d'Henri Sorondo | Matchs internationaux d'Henri Sorondo | Matchs internationaux d'Henri Sorondo | Matchs internationaux d'Henri Sorondo | Matchs internationaux d'Henri Sorondo | Matchs internationaux d'Henri Sorondo | Matchs internationaux d'Henri Sorondo |
|                                        | Date                                  | Adversaire                            | Résultat                              | Compétition                           | Poste                                 | Points                                | Essais                                | Pen.                                  | Drops                                 |                                       |                                       |
| -------------------------------------- | ------------------------------------- | ------------------------------------- | ------------------------------------- | ------------------------------------- | ------------------------------------- | ------------------------------------- | ------------------------------------- | ------------------------------------- | ------------------------------------- | ------------------------------------- | ------------------------------------- |
| sous les couleurs de la France de XIII |                                       |                                       |                                       |                                       |                                       |                                       |                                       |                                       |                                       |                                       |                                       |
| .                                      | 17 mai 1947                           | Angleterre                            | 2-5                                   | Coupe d'Europe                        | Centre                                | -                                     | -                                     | -                                     | -                                     |                                       |                                       |

#### Détails en club
| Saison    | Saison           | Championnat           | Championnat | Coupe           | Coupe      | Sélection | Sélection | Sélection | Sélection | Sélection | Sélection | Sélection |
| Saison    | Saison           | Comp.                 | Class.      | Comp.           | Class.     | Comp.     | M         | Pts       | Ess.      | Buts      | Dp.       |           |
| --------- | ---------------- | --------------------- | ----------- | --------------- | ---------- | --------- | --------- | --------- | --------- | --------- | --------- | --------- |
| 1946-1947 | RC Marseille     | Championnat de France | 8e          | Coupe de France | 1/4 finale | CE        | 1         | -         | -         | -         | -         |           |
| 1947-1948 | Bordeaux-Bayonne | Championnat de France | 7e          | Coupe de France | 1/4 finale |           |           |           |           |           |           |           |